# Chris Avellone
Chris Avellone (Alexandria, Estados Unidos, 27 de septiembre de 1971) es un diseñador de videojuegos y guionista de historietas estadounidense. Es más conocido por su trabajo en las desarrolladoras de videojuegos Interplay y Obsidian Entertainment.

## Biografía
Avellone fue alumno de la Thomas Jefferson High School for Science and Technology, una de las mejores escuelas secundarias de Estados Unidos. Después de su graduación asistió a The College of William & Mary, donde se graduó en Inglés y Arte, con énfasis en arquitectura.
Comenzó a trabajar como freelancer por dos años luego de graduarse de la universidad, escribiendo juegos de rol de fantasía inspirados en Dungeons & Dragons.  Luego de entrar en la industria de los videojuegos con Interplay en 1995, trabajó brevemente en el desarrollo del juego Star Trek: Starfleet Academy. En 1997 se hizo cargo del desarrollo de Descent to Undermountain, el cual él consideró un fracaso años después. Avellone contribuyó al desarrollo del videojuego Fallout 2 y a partir de ahí continuó colaborando con la franquicia.
Interplay adquirió los derechos para producir un videojuego de rol que tomaría lugar en el contexto de la campaña Planescape de Dungeons & Dragons y puso a Avellone como jefe de desarrollo. El videojuego de 1999 Planescape: Torment quitó la muerte del personaje como un motivo y fue aclamado por su narrativa.
Avellone trabajó en todos los títulos de la serie de videojuegos de rol de fantasía Icewind Dale, los cuales fueron publicados entre el año 2000 y el 2002. Como diseñador, Avellone contribuyó al desarrollo de juegos de fantasía tales como Baldur's Gate: Dark Alliance (2001), Champions of Norrath (2004) y fue el diseñador en jefe de la tercera entrega de la franquicia Fallout que eventualmente fue cancelada, Van Buren. Luego de este incidente abandonó Interplay y se unió a Obsidian Entertainment. Para esta última, Avellone ha trabajado en los videojuegos de rol Star Wars: caballeros de la Antigua República 2: los señores Sith (2004) y Neverwinter Nights 2 (2006), además del juego de acción y rol Alpha Protocol.  También fue uno de los diseñadores de Fallout: New Vegas.
Trabajó como director de proyecto y diseñador creativo en jefe para el contenido descargable de Fallout: New Vegas Dead Money, Old World Blues y Lonesome Road.
Desde 2012, Avellone ha estado trabajando en el Pillars of Eternity, un videojuego de rol financiado a través de Kickstarter, como diseñador de narrativa.
El 9 de junio de 2015 comunicó que dejaba de trabajar en Obsidian Entertainment.
El 25 de septiembre de 2015 Larian Studios anuncio en su página de Kickstarter que Avellone sería parte del proyecto Divinity: Original Sin II.

## Créditos

### Destacados la industria de los videojuegos
- Star Trek: Starfleet Academy (1997)
- Fallout 2 (1998)
- Descent to Undermountain (1998)
- Planescape: Torment (1999)
- Icewind Dale (2000)
- Icewind Dale: Heart of Winter (2001)
- Baldur's Gate: Dark Alliance (2001)
- Icewind Dale II (2002)
- Van Buren (Fallout 3) (2003 - cancelado)
- Lionheart: Legacy of the Crusader (2003)
- Champions of Norrath (2004)
- Star Wars: Knights of the Old Republic II: The Sith Lords (2004/2005)[7]
- Neverwinter Nights 2 (2006)
- Neverwinter Nights 2: Mask of the Betrayer (2007)
- Alpha Protocol (2010)
- Fallout: New Vegas (2010)
- Wasteland 2 (2013)
- Project Eternity (2014)
- Torment: Tides of Numenera (2015)

### Historietas
Historietas de Star Wars:
- Unseen, Unheard (2005)
- Heroes on Both Sides (2006)
- Impregnable (2007)
- Old Scores (2007)
- Graduation Day (2007)

Historietas de Fallout:
- All Roads (2010, parte de la edición del coleccionista de Fallout: New Vegas)